# 戰利品
戰利品，是相對於一些成就的回報或紀念，通常事後拿到，以作為成功的證明，通常在體育及競賽運動中出現。古今獵人把動物或生物殺死後留有獸皮或獸頭，也是戰利品的一種。現多喻指參加某種活動後所獲得的物品.
一些變態心理學的行為得到的紀念品自視為之，如：收集男性或女性的胸罩內衣內褲，收集有親密關係的異性或同性裸照等。

## 例子
- 在木馬屠城記中，木馬被視為戰利品。
- 在第二次世界大戰期間，陣亡日本軍人的簽名日章旗和軍刀被視為戰利品。